# Hodja, Romeo, bohemen og den danske sang
Hodja, Romeo, bohemen og den danske sang, ofte blot omtalt som Den danske sang, er et opsamlingsalbum med Sebastian, udgivet i 1985, bestående af indspilninger fra perioden 1981-1985.
Albummet indeholder sange fra pladerne Stjerne til støv (1981), 80'ernes Boheme (1983) og Tusind og en nat (1984), samt to nye numre, "Den danske sang", der satiriserer over dominans af engelsksproget musik, samt "Afrika (vi er børn af samme jord)". Sidstnævnte var en støttesang til fordel for nødhjælp i Afrika i lighed med Nanna Lüders Jensens Afrika-sang fra samme år. Nummeret har vokale bidrag af Michael Falch og Lis Sørensen.
Endelig indeholder albummet nummeret "Topsy", der havde været brugt i Edward Flemings filmatisering af Leif Panduros De uanstændige og udgivet på single i 1983 med samme besætning som på 80'ernes Boheme, samt "Øbberbøvsangen", der var titelnummer i DR's komiske tv-serie Brødrene Øbberbøv.

## Numre

### Side 1
1. "Den danske sang" (5:16)
2. "Afrika (vi er børn af samme jord)" (5:16)
3. "Scheherazade" (remixet version) (4:25)
4. "Sommerfuglen" (3:56)
5. "Hodja fra Pjort" (3:33)
6. "Stille før storm" (4:07)

### Side 2
1. "Romeo" (5:08)
2. "Øbberbøvsangen" (2:39)
3. "Sangen om langfart" (3:29)
4. "Topsy" (3:54)
5. "80'ernes Boheme" (5:12)
6. "Dans med mig" (4:21)